# Spider Baby
Spider Baby – amerykański film z pogranicza horroru i czarnej komedii. Film nakręcono w 1964 roku, ale swoją premierę miał w roku 1968. 

## Obsada
- Lon Chaney Jr. - Bruno
- Carol Ohmart - Emily Howe
- Quinn Redeker - Peter Howe
- Beverly Washburn - Elizabeth Merrye
- Jill Banner- Virginia Merrye
- Sid Haig- Ralph Merrye
- Mary Mitchel - Ann Morris
- Karl Schanzer - Schlocker
- Mantan Moreland - posłaniec
- Carolyn Cooper - ciotka Clara
- Joan Keller Stern - ciotka Martha